# X-Yachts
X-Yachts es una empresa danesa de construcción de cruceros con sede en Haderslev. Fue fundada en 1979 por Niels Jeppesen y Birger Hansen, a los que se unió el hermano de Niels, Lars Jeppesen. Los socios fundadores vendieron posteriormente el 51 % de la empresa al holding de Ib Kunøe Consolidated Holdings A/S.
Cuenta con tres líneas de productos diferenciados con las denominación Xperformancees (Xp), Xcruising (Xc) y X Line.

## Historia
Los hermanos Niels y Lars Jeppesen, junto con el constructor de barcos Birger Hansen, construyeron su primer diseño en el granero de Hansen en 1979, el X-79, que toma su nombre de su eslora, que era de 7,96 m, y del año de su botadura, 1979. El barco fue la respuesta danesa al J/24 de J/Boats. El barco ganó la regata danesa Sjælland Rund así como la regata más importante de Suecia, la Tjørn Rundt, contra más de 2000 embarcaciones, y el éxito les generó gran cantidad de pedidos. Entre 1979 y 1994 se construyeron un total de 468 X-79.
El X55 fue elegido Barco Europeo del Año en 2007 y el X37 consiguió tres victorias consecutiva en el Campeonato del Mundo ORC 670, en 2006, 2007 y 2008.

## Barcos
- X-79 1979
- X-102 1981
- X-95 1982
- X-402 1984
- X-3/4 Ton Mk 1 1984
- X-3/4 Ton Mk 2 1985
- X-99 OD 1985
- X-One Ton Mk1 1986
- X-One Ton Mk2 1986
- IOR Two Ton One Off 1986
- X-452 1987
- X-372 1987
- X-119 1988
- X-342 1988
- X-312 1989
- 60ft One-Off 1988
- 50ft IOR One Off 1989
- IOR One Ton One Off 1989
- X-512 1990
- 40 ft One Ton  1990
- X-412 1990
- IMX 38 1992
- X-362 1993
- X-442 1993
- X-332 1994
- X-302 1994
- X-612 1995
- X-382 1995
- X-482 1996
- X-362 Sport 1998
- X-562 1999
- IMX 40 2000
- X-73 2001
- IMX 45 2002
- X-46 2003
- X-43 2003
- X-50 2004
- X-37 2004
- X-40 2004
- X-35 OD2005
- X-55 2005
- IMX 70 2005
- X-41 OD 2007
- X-34 2007
- X-65 2009
- Xc 42 2009
- Xp 33 2012
- X-40 mk2
- X-43 mk2
- X-46 mk2
- X-49 mk2
- X-65 mk2
- Xp 38
- Xp 44
- Xp 50
- Xp 55
- Xc 35
- Xc 38
- Xc 45
- Xc 50